# Arthur Plötz
Arthur Plötz (* 20. März 1906 in Bitterfeld; † unbekannt) war ein deutscher Ingenieur und Volkskammerabgeordneter der SED.

## Leben
Plötz war der Sohn eines Arbeiters. Nach dem Besuch der Grundschule arbeitete er von 1920 bis 1926 als Landarbeiter und danach bis 1929 als Bauarbeiter sowie als Transportarbeiter. Von 1931 bis 1940 war er als Dreher und Maschinenarbeiter tätig. Danach wurde er zur deutschen Wehrmacht einberufen. Nach Kriegsende arbeitete Plötz bis 1950 als Dreher im VEB Elektrochemisches Kombinat Bitterfeld, 1950 war er als Meister und von 1955 bis 1963 als Obermeister tätig. Ab 1964 war er Betriebs-Ingenieur.

## Politik
Plötz trat 1945 in die KPD ein, aus der nach Vereinigung mit der SPD die SED hervorging. Von 1950 bis 1952 war er Mitglied der Betriebsparteileitung und wechselte danach an die SED-Parteileitung nach Halle (Saale).
In den fünf Wahlperioden von 1950 bis 1971 war er Mitglied der SED-Fraktion in der Volkskammer der DDR.

## Auszeichnungen
- Nationalpreis der DDR, III. Klasse
- Held der Arbeit
- Verdienter Aktivist
- dreifacher Aktivist der sozialistischen Arbeit